# Elektronické mýtné

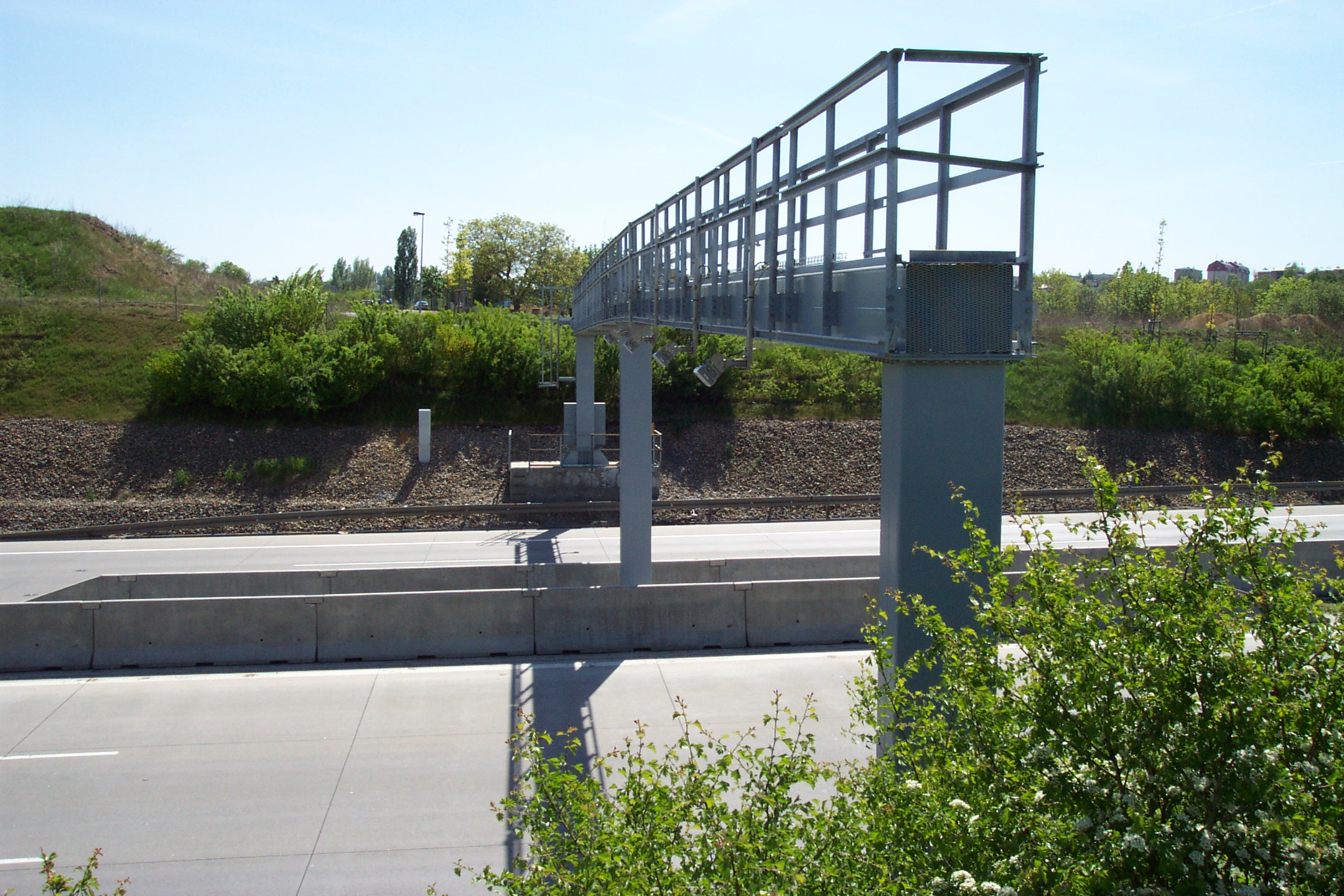
Mýtná brána na Pražském okruhu nedaleko Řep a Zličína

Elektronické mýtné je moderní způsob, jak se zpoplatňuje užívání pozemních komunikací pomocí elektronického sledování pohybu vozidel. Vozidla musejí být vybavena příslušnou palubní jednotkou.
Používají se dva základní typy systémů:
- mikrovlnný, při němž vozidla jsou sledována pomocí takzvaných mýtných bran, tedy portálů nad vozovkou s detektory vozidel (snímači mikrovlnného signálu a kamerami). Je použit ve většině evropských zemích, standardizován v rámci Evropské unie.
- satelitní, které umožňuje celoplošné sledování vozidel nejen na speciálně vybavených komunikacích. Je použit pouze v Německu, a i tam je doplněn mikrovlnným kontrolním systémem.

Systém elektronického mýtného může být kombinován se systémem poplatků hrazených pomocí dálničních známek a s financováním prostřednictvím silniční daně. Oba systémy lze využít i k dalším účelům, k nimž může posloužit sledování vozidel.
Výběr poplatků za užívání dálnice systémem elektronického mýtného zavedlo Rakousko, Německo a Švýcarsko. V roce 2005 podobný systém chystaly kromě Česka také Spojené království, Portugalsko nebo Slovinsko. Slovensko chystá mýtné od roku 2009, Spojené království, Švédsko a Maďarsko od roku 2008, Polsko v roce 2010 a Belgie někdy po roce 2013.

## Elektronické mýtné v Česku

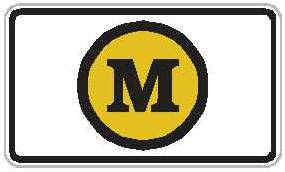
Dopravní značka upozorňující na začátek úseku, za nějž se platí elektronické mýtné

V Česku bylo elektronické mýtné pro vozidla s celkovou hmotností nad 12 tun zavedeno od 1. ledna 2007 novelou Zákona o pozemních komunikacích (13/1997 Sb.) na 970 kilometrech dálnic a silnic pro motorová vozidla, kde je vybudováno asi 178 mýtných bran. Na rozdíl od Německa se vztahuje i na autobusy, ač byly silné snahy alespoň veřejnou linkovou dopravu z povinnosti vyjmout. Od 1. ledna 2008 se začalo platit na 200 kilometrech silnic I. třídy.

## Elektronické mýtné v Německu
Na německých dálnicích je od 1. ledna 2005 systém kombinující satelitní navigaci s využitím systému sítí mobilních telefonů, provozovatelem je společnost Toll Collect. Palubní jednotka (OBU, On-Board Unit) zapůjčená od provozovatele systému za jízdy získává informace o aktuální poloze vozidla pomocí satelitního systému GPS, a ty shromažďuje a na konci cesty (při opouštění placeného úseku) hromadně odesílá jako SMS zprávu do výpočetního centra Toll Collect. OBU má i modul DSRC, který je schopen komunikovat s mikrovlnnými stanovišti (mýtnými branami). Těch je v Německu 300 a jsou využívána ke kontrole placení mýtného. Kontrolu za jízdy provádějí mobilní jednotky BAG.
Alternativní možností je zaplacení průjezdu on-line po internetu, nebo u terminálů, které připomínají svým vzhledem bankomat, umístěných na čerpacích stanicích na dálnici nebo ve městech v blízkosti dálničního nájezdu či na tzv. Autohofech, kde je možno zadat trasu cesty.
Elektronickému mýtnému podléhají nákladní automobily s celkovou hmotností větší než 12 tun, autobusy však poplatku nepodléhají.
Poplatky jsou mezi 9–14 eurocenty za kilometr v závislosti na počtu náprav a emisní třídě.
Do systému spadá 12 000 kilometrů dálniční sítě.

## Elektronické mýtné v Rakousku
V Rakousku byl mikrovlnný systém elektronického mýtného spuštěn 1. ledna 2004. Palubní jednotka (OBU, on-board-unit) komunikuje s externími zařízeními na mikrovlnném principu (DSRC).
Investorem byla firma Asfinag, provozovatelem je firma Europass, technické řešení realizovala firma Kapsch.
Mýtném podléhají téměř všechny dálnice a rychlostní komunikace, tedy síť o délce asi 2000 kilometrů. Na jednotlivých úsecích jsou vybudovány mýtné brány, které jsou spojeny s centrálou.

## Elektronické mýtné na Slovensku
Od 1. ledna 2010 začíná elektronické mýto platit na Slovensku, které se budou vztahovat pro všechna vozidla nad 3,5 tuny a autobusy jedoucí po slovenských dálnicích, rychlostních silnicích i silnicích I. třídy.

## Elektronické mýtné ve Švýcarsku
Poplatky jsou vybírány na všech silnicích u vozidel nad 3,5 tuny. Jsou závislé na hmotnosti vozidla (platí se ujeté tunokilometry). Palubní jednotka Tripon komunikuje s vnějšími zařízeními prostřednictvím mikrovlnného systému DSRC (Dedicated Short Range Communication), silnice jsou vybaveny mýtnými branami.

## Elektronické mýtné v Chorvatsku
Pro cestování v Chorvatsku můžete využít elektronického systému placení s ENC krabičkou. Tyto krabičky poskytují dvě společnosti Hrvatske autoceste (HAC) a Autocesta Rijeka Zagreb (ARZ Archivováno 21. 7. 2017 na Wayback Machine.). Baterie by měla vydržet asi 5 let a přístroj je volně přenosný mezi vozidly stejné kategorie.
ENC krabičku můžete využívat na těchto úsecích:
- A1 Zagreb – Split – Ploče (Hrvatske autoceste)
- A6 Zagreb – Rijeka	(Autoceste Rijeka Zagreb)
- A3 Bregana – Zagreb – Lipovac (Hrvatske autoceste)
- A5 Beli Manastir – Osijek – Svilaj (Hrvatske autoceste)
- A4 Zagreb – Varaždin – Goričan (Hrvatske autoceste)
- Most na Krk (Autoceste Rijeka Zagreb)
- A7 Rupa – Rijeka (Autoceste Rijeka Zagreb)
- D532 Baška Voda – Zagvozd (tunel Sveti Ilija)
- A8 a A9 Istrijský ysilon (Bina Istra)